# Alexandru Oroian
Alexandru Laurențiu Oroian (Mediaș, 27 gennaio 2001) è un calciatore rumeno, attaccante dell'Hermannstadt.

## Carriera

### Club
Cresciuto nei settori giovanili di Interstar Sibiu, Arsenal e DAC Dunajská Streda, nel febbraio 2019 ritorna in patria nelle file dell'UTA Arad. Con la squadra di Arad ottiene la promozione in massima divisione al termine della stagione 2019-2020. Il 31 ottobre 2020 esordisce in Liga I, disputando l'incontro vinto per 2-3 contro il Botoșani. Il 23 febbraio 2021 viene acquistato dall'Hermannstadt.

### Nazionale
Nel 2021 ha giocato una partita con la nazionale rumena Under-20.

## Statistiche

### Presenze e reti nei club
Statistiche aggiornate al 21 dicembre 2022.
| Stagione            | Squadra             | Campionato          | Campionato | Campionato | Coppe nazionali | Coppe nazionali | Coppe nazionali | Coppe continentali | Coppe continentali | Coppe continentali | Altre coppe | Altre coppe | Altre coppe | Totale | Totale |
| Stagione            | Squadra             | Comp                | Pres       | Reti       | Comp            | Pres            | Reti            | Comp               | Pres               | Reti               | Comp        | Pres        | Reti        | Pres   | Reti   |
| ------------------- | ------------------- | ------------------- | ---------- | ---------- | --------------- | --------------- | --------------- | ------------------ | ------------------ | ------------------ | ----------- | ----------- | ----------- | ------ | ------ |
| feb.-giu. 2019      | UTA Arad            | L2                  | 7          | 2          | CR              | -               | -               |                    | -                  | -                  |             | -           | -           | 5      | 1      |
| 2019-2020           | UTA Arad            | L2                  | 21         | 0          | CR              | 1               | 0               |                    | -                  | -                  |             | -           | -           | 21     | 0      |
| 2020-feb. 2021      | UTA Arad            | L1                  | 9          | 0          | CR              | 0               | 0               |                    | -                  | -                  |             | -           | -           | 9      | 0      |
| Totale UTA Arad     | Totale UTA Arad     | Totale UTA Arad     | 37         | 2          |                 | 1               | 0               |                    | -                  | -                  |             | -           | -           | 38     | 2      |
| feb.-giu. 2021      | Hermannstadt        | L1                  | 1+2        | 0          | CR              | -               | -               |                    | -                  | -                  |             | -           | -           | 3      | 0      |
| 2021-2022           | Hermannstadt        | L2                  | 18+6       | 3+0        | CR              | 1               | 0               |                    | -                  | -                  |             | -           | -           | 25     | 3      |
| 2022-2023           | Hermannstadt        | L1                  | 19         | 2          | CR              | 1               | 0               |                    | -                  | -                  |             | -           | -           | 20     | 2      |
| Totale Hermannstadt | Totale Hermannstadt | Totale Hermannstadt | 38+8       | 5+0        |                 | 2               | 0               |                    | -                  | -                  |             | -           | -           | 48     | 5      |
| Totale carriera     | Totale carriera     | Totale carriera     | 83         | 7          |                 | 3               | 0               |                    | -                  | -                  |             | -           | -           | 86     | 7      |

## Palmarès

### Club

#### Competizioni nazionali
- Liga II: 1

UTA Arad: 2019-2020